# Eugeniusz Dąbrowski (duchowny)
Eugeniusz Dąbrowski (ur. 16 maja 1901 w Warszawie, zm. 8 kwietnia 1970 w Warszawie) – ksiądz, biblista, tłumacz Nowego Testamentu, krytyk i nauczyciel akademicki Wydziału Teologii Katolickiej Uniwersytetu Warszawskiego.

## Życiorys
Dąbrowski urodził się 16 maja 1901 roku na warszawskiej Pradze w domu rodzinnym przy ul. Białostockiej 4.
Ojciec jego, Jan Dąbrowski, był niewykwalifikowanym robotnikiem (w fabryce Wulkan), a matka, Ludwika, zajmowała się wychowywaniem dzieci. Edukację pobierał u sąsiada-nauczyciela, następnie w męskim gimnazjum na Pradze (obecnie VIII Liceum Ogólnokształcące im. Władysława IV w Warszawie). Dla pochodzącego z biednej rodziny Dąbrowskiego nauka była możliwa dzięki stypendium księżnej Marii Michałowej Radziwiłłowej. Po ukończeniu gimnazjum wstąpił do Wyższego Metropolitalnego Seminarium Duchownego w Warszawie.
Podczas wojny polsko-bolszewickiej Dąbrowski (wówczas kleryk), udał się na front do służb sanitarnych bez zgody władz seminaryjnych. Te próbowały usunąć Dąbrowskiego i innych alumnów z seminarium, jednak na skutek interwencji władz Kościoła warszawskiego utrzymano ich.
W grudniu 1923 otrzymał z rąk bpa Stanisława Galla święcenia kapłańskie. Jeszcze przed święceniami zawarł w Nuncjaturze Apostolskiej w Warszawie znajomość z ks. G.B. Montinim (w latach 1963-1978 papież Paweł VI), któremu niejednokrotnie służył jako tłumacz. W 1926 Dąbrowski doktoryzował się na Wydziale Teologii Katolickiej Uniwersytetu Warszawskiego. Następnie, w latach 1926–1929 Dąbrowski odbył specjalistyczne studia w Papieskim Instytucie Biblijnym w Rzymie. Przez rok przebywał w Anglii (Oksford, Cambridge), a po trzyletnich studiach w Rzymie odbył półroczną podróż po Bliskim Wschodzie (Turcja, Syria, Palestyna, Egipt).
Po powrocie do Polski w 1929 został profesorem Pisma Świętego w Metropolitalnym Seminarium Duchownym w Warszawie. W tym charakterze pracował przez piętnaście lat. Habilitował się na UW w 1932, a w 1934 otrzymał stypendium Funduszu Kultury Narodowej na odbycie specjalnych studiów w École des Hautes Études w Paryżu. Był docentem Wydziału Teologii Katolickiej Uniwersytetu Warszawskiego.
Na krótko przed wybuchem II wojny światowej Papieski Instytut Biblijny nadał ks. Dąbrowskiemu stopień doktora nauk biblijnych (na podstawie rozprawy napisanej w języku francuskim pt. La Tranfiguration de Jésus – pol. O przemienieniu Jezusa). Aktu promocji doktorskiej dokonał ówczesny sekretarz stanu Stolicy Świętej kard. Eugenio Pacelli, który później w latach 1939–1958 zasiadał na Stolicy Piotrowej jako papież Pius XII. Ks. Dąbrowski został pierwszym Polakiem, który otrzymał tytuł doktora nauk biblijnych i przez długi czas pozostawał jedynym Polakiem posiadającym ten stopień naukowy.
W lutym 1944 ks. Dąbrowski został zwolniony z funkcji profesora w Warszawskim Seminarium Duchownym i został proboszczem parafii Bożego Ciała na Kamionku w Warszawie (i pozostał nim do śmierci). We wrześniu 1944 uratował przed wysadzeniem w powietrze wotywną świątynię pod wezwaniem Matki Boskiej Zwycięskiej (dziś konkatedrę młodej diecezji warszawsko–praskiej). W kamionkowskiej parafii ks. Dąbrowski przez ponad 26 lat rozwijał szeroko zakrojoną działalność duszpasterską.
Po wojnie włączył się w nurt pracy politycznej w kraju. W latach 1951–1953 był wiceprzewodniczącym Komisji Intelektualistów i Działaczy Katolickich przy Polskim Komitecie Obrońców Pokoju. Osobę jego łączono z ruchem PAX, który pod auspicjami ówczesnej władzy zrzeszać miał "postępowych katolików". Ks. Dąbrowski odegrał znaczną rolę w powstaniu Instytutu Wydawniczego PAX. 12 grudnia 1952 r. wygłosił główny referat zjazdu duchowieństwa we Wrocławiu, bardzo krytycznie oceniający działania Episkopatu, zwłaszcza prymasa Wyszyńskiego. W podobnym tonie publikował też na łamach organu prasowego PAX Słowo Powszechne Jednak w końcu września 1953 r., po aresztowaniu przez komunistów kard. Stefana Wyszyńskiego, prymasa Polski, zerwał definitywnie kontakty z tym środowiskiem i już ich nie nawiązał.
Ksiądz Eugeniusz Dąbrowski zmarł w Warszawie (w Szpitalu Grochowskim) 8 kwietnia 1970. Pochowany został na warszawskim cmentarzu Bródnowskim (kwatera 5B-5-1). Przy jego trumnie w kościele Matki Bożej Zwycięskiej na Kamionku modlił się m.in. kard. Stefan Wyszyński.

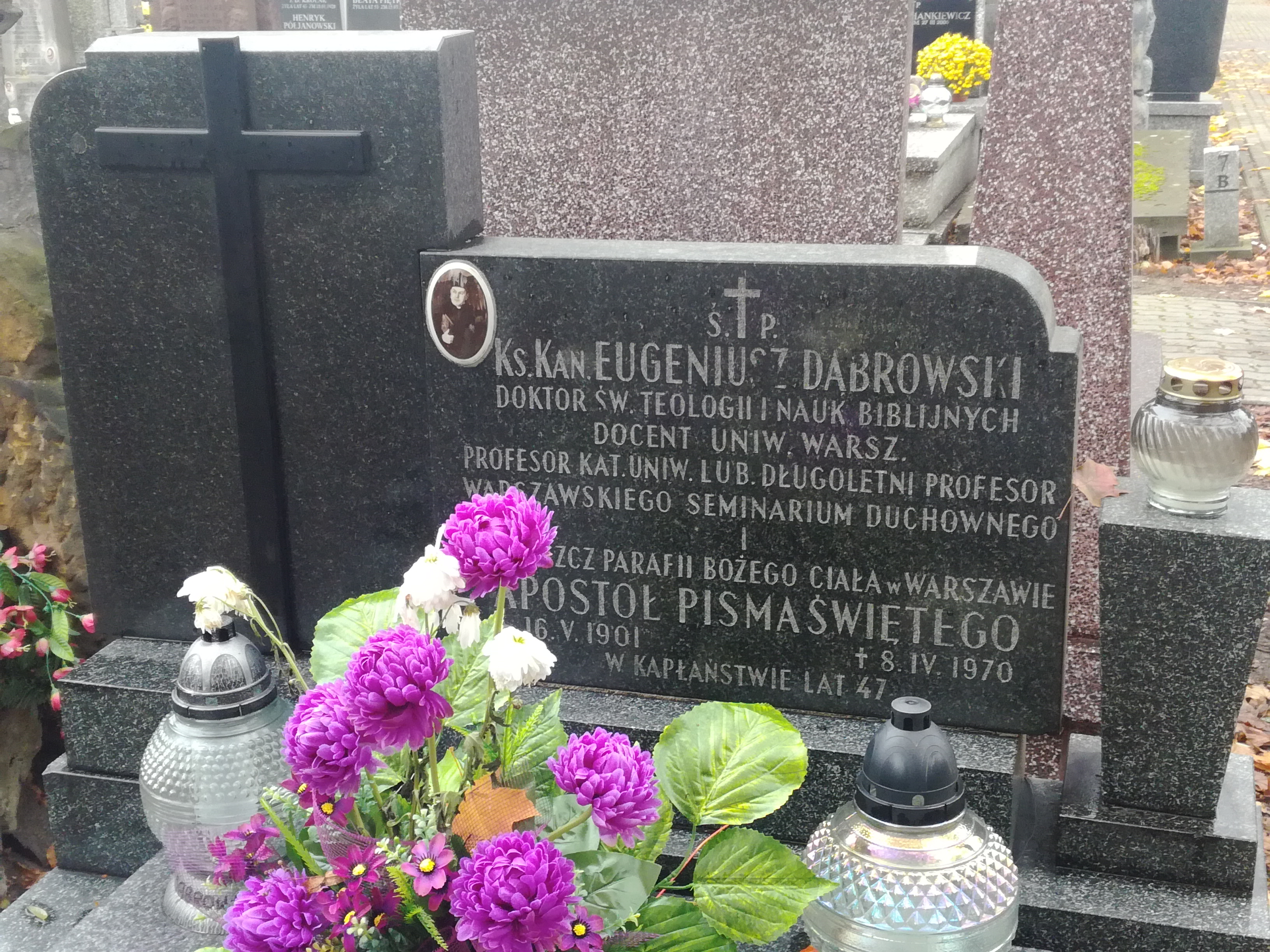
Grób ks. Eugeniusza Dąbrowskiego na cmentarzu Bródnowskim w Warszawie

## Praca naukowa
Wykaz publikacji ks. Dąbrowskiego z lat 1921-1979 zawiera 288 pozycji.
Najważniejszą publikacją ks. Dąbrowskiego był przekład Nowego Testamentu. Pierwsze wydanie tego tłumaczenia, przy którego ustaleniu ostatecznej formy literackiej brał udział wybitny językoznawca prof. Witold Doroszewski, ukazało się w roku 1947. Rok później ks. Dąbrowski został przyjęty na audiencji przez papieża Piusa XII, otrzymując aprobatę i błogosławieństwo. Przekład Dąbrowskiego oparty był na Wulgacie, a następnie na językach oryginalnych. W latach 50. i 60. wykorzystywano w lekcjonarzach i mszale, aż do wydania lekcjonarza opartego na Biblii Tysiąclecia.
Istotną pozycją w jego dorobku jest praca redakcyjna wraz z Feliksem Gryglewiczem nad 12-tomowym zbiorowym komentarzem do ksiąg Nowego Testamentu, (Pismo Święte Starego i Nowego Testamentu - komentarze KUL), który był pierwszą taką pracą w historii polskiej biblistyki, przyczyniając się do upowszechnienia najnowszych wyników badań na tym polu. W serii tej opublikował również własne komentarze do Dziejów Apostolskich i obu Listów do Koryntian.
W oparciu o jego przekład powstała pierwsza w Polsce synopsa Ewangelii.
Jako biblista, ks. Dąbrowski znany był z kategorycznych wypowiedzi i ciętego języka. Krytykował m.in. pierwsze wydanie Biblii Tysiąclecia, określając ją mianem „Biblii tysiąca błędów”, oskarżając wręcz niektórych tłumaczy o nieznajomość języków, z których tłumaczyli. Późniejsze liczne rewizje Biblii Tysiąclecia potwierdziły część tych zarzutów.
Dąbrowski zorganizował pracę nad pierwszym polskim przekładem dzieła Józefa Flawiusza Antiquitates Iudaicae. Przekład został dokonany przez Zygmunta Кubiаka i Jana Radożусkiego, ale nad całością czuwał on sam. Dzięki Dąbrowskiemu rozpoczęto wydawanie komentarzy naukowych do Starego i Nowego Testamentu.

## Opinie
Kardynał Stefan Wyszyński tak scharakteryzował osobę ks. Dąbrowskiego w przemówieniu miesiąc po jego śmierci:
Znaliśmy go wszyscy i umieliśmy dostrzec jego zarówno dobre cechy charakteru, jak i trudne. Jesteśmy jednakże zdania, że te dobre cechy brały zdecydowanie górę nad jego trudnym charakterem i usposobieniem weredyka, nie liczącego się z nikim. Umiał zachować postawę kapłańską zawsze. Gdy zorientował się, że się pomylił, umiał się wycofać, zrezygnować z linii, która nie potwierdziła jego nadziei. Imponował wszystkim swoją ogromną pracowitością, która dobiła go, bo noce spędzał przy pracy naukowej – nad książkami. [...] Ufamy, że zasługi jego w dziedzinie krzewienia nauk biblijnych i upowszechnienia Pisma świętego Dobry Bóg należycie oceni i wynagrodzi.

## Ważniejsze publikacje książkowe
- Na szlakach działalności Chrystusa w Palestynie. Druk. Archidiecezjalna, Warszawa 1932, s. 198.
- Chrystjanizm a judaizm [w:] Chrystjanizm wobec niewiary i ateizmu wydanej jako t. 10 "Warszawskich Studiów Teologicznych", Polskie Towarzystwo Teologiczne, Warszawa 1935. s. 31.
- Chrystus. Nakładem Archidiecezjalnego Instytutu Akcji Katolickiej, Warszawa 1939, s. 299.
- Ewangelie. Ich powstanie i rodzaj literacki, Wyd. 2 popr. i uzup., Niepokalanów 1949. s. 168.
- Problemat Chrystusa we współczesnej literaturze katolickiej. Pallottinum, Poznań 1950., S. 80.
- Studia biblijne. Wyd. 2 popr., Pallottinum, Poznań 1952. 221,
- Życie Jezusa Chrystusa w opisie Ewangelistów. Wyd. 2., Pallottinum, Poznań 1952, s. 409.
- Święty Paweł. Życie i pisma. Wyd. 2., Wyd. Pallottinum, Poznań 1952, s. 335,
- Prolegomena do Nowego Testamentu. Wyd. 2 popr. i uzup. Wyd. PAX, Warszawa 1952, s. 275.
- Dzieje Pawła z Tarsu. wyd. 2 popr, : Pax, Warszawa 1953. s. 685.
- Glossy i odkrycia biblijne. Wyd. PAX, Warszawa 1954, s. 264
- Konkordancja podręczna Pisma świętego Nowego Testamentu, Albertinum, Księgarnia św. Wojciecha, Poznań [etc.] 1955, s. 431,
- Synopsa łacińsko-polska czterech Ewangelii. Synopsis latino-polonica quattour Evangeliorum cum prolegomenis. Pallottinum, Poznań 1955, s. 332
- Życie Jezusa Chrystusa w opisie Ewangelistów. Przekład i komentarz ks. Eugeniusza Dąbrowskiego. wyd. 4, Pallottinum, Poznań 1957. s. 521.
- Religie świata. Praca zbiorowa. (red.). Wyd. PAX, Warszawa 1957, s.627.
- Nowy Testament na tle epoki : geografia - historia - kultura. T. 2, Kultura. Pallottinum, Poznań 1958.
- Pismo święte w duszpasterstwie współczesnym. (red.), Towarzystwo Naukowe Katolickiego Uniwersytetu Lubelskiego. Wyd. TNKUL, Lublin 1958, s. 304.
- Podręczna encyklopedia biblijna. Praca zbiorowa. T. 1-2. (Red.), Księgarnia św. Wojciecha, Poznań [etc.] 1959.
- Odkrycia w Qumran nad Morzem Martwym a Nowy Testament, Księgarnia św. Wojciecha, Poznań impr. 1960, s. 172
- Prolegomena do Nowego Testamentu. Wyd. 3 zm. i powiększ., Księgarnia Św. Wojciecha, Poznań 1960. X, 683 s.
- Dzieje Apostolskie. Wstęp - przekład z oryginału - komentarz. Wyd. Pallottinum, Poznań 1961. s. 615
- Pismo święte Nowego Testamentu. Wstęp, nowy przekład z języka greckiego, komentarz. Księgarnia Świętego Wojciecha, Poznań [etc.]1961, s. 858.
- Religie Wschodu. Rozprawę wstępną: Pojęcie religii, jej geneza i rozwój napisał ks. Edward Bulanda T.J. Księgarnia św. Wojciecha, Poznań 1962. s. 458.
- Nowy Testament na tle epoki. Geografia - historia - kultura. T. 1, Geografia - historia, Wyd. Pallottinum, Poznań 1958. s. 387
- Pismo Święte Nowego Testamentu w 12 tomach. Wstęp - przekład z oryginału - komentarz, red. ks. Eugeniusz Dąbrowski, Katolicki Uniwersytet Lubelski,
- Listy do Koryntian. Wstęp - przekład z oryginału - komentarz. Pallottinum, Poznań 1965, s. 543
- Ewangelie i Dzieje Apostolskie. Wstęp, nowy przekład z Wulgaty, komentarz. Wyd. 18, Księgarnia Św. Wojciecha, Poznań, Warszawa, Lublin 1965., s. 480.
- Proces Chrystusa w świetle historyczno-krytycznym. Wyd. 3 zm. i powiększ., Księgarnia Św. Wojciecha, Poznań 1965. s. 323
- Sobór Watykański II a biblistyka katolicka, Księgarnia św. Wojciecha, Poznań 1967. 457 s.
- Nowy polski przekład Pisma Świętego z języków oryginalnych. Krytyczna ocena tzw. Biblii Tysiąclecia. Londyn 1967. s. 58.
- Konfrontacje. Drogi rozwoju współczesnej biblistyki Nowego Testamentu. Księgarnia Św. Wojciecha, Poznań 1970, s. 500.